# Turniej Jesienny (1906)

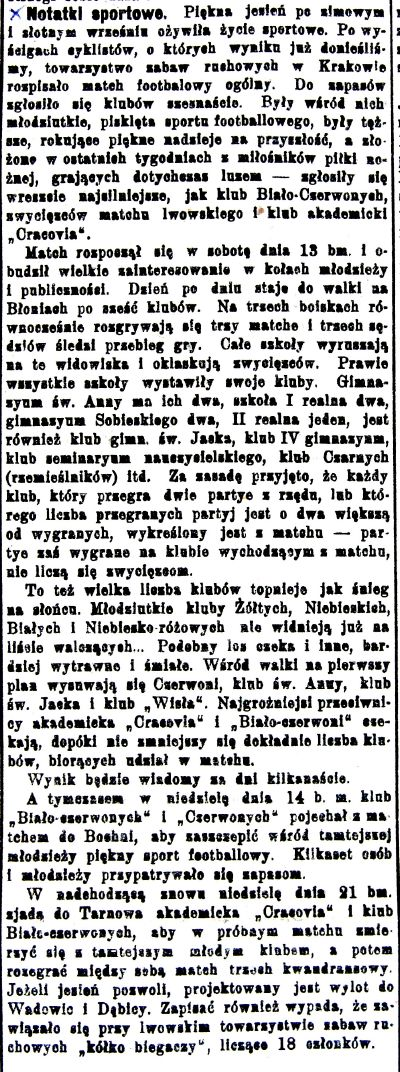
Notka w czasopiśmie Nowa Reforma opisująca turniej (20 października 1906)

Turniej Jesienny – pierwsze zorganizowane rozgrywki piłkarskie w Krakowie, rozegrane jesienią 1906 roku. Zawody miały istotne znaczenie dla rozwoju futbolu na ziemiach polskich i przyczyniły się do powstania pierwszych krakowskich klubów piłkarskich.

## Tło historyczne
Futbol pojawił się w Krakowie już pod koniec XIX wieku, m.in. dzięki działalności doktora Henryka Jordana, który propagował gry i zabawy ruchowe wśród młodzieży. W 1906 roku zainteresowanie piłką nożną w mieście wzrosło po rozegraniu meczów z drużynami ze Lwowa (Czarni Lwów, Pogoń Lwów). W obliczu rosnącej popularności sportu Tadeusz Konczyński – literat i działacz Towarzystwa Zabaw Ruchowych – postanowił uporządkować spontaniczne mecze i ogłosił turniej dla tzw. dzikich drużyn.

## Przebieg
Turniej Jesienny rozegrano na krakowskich Błoniach, w październiku 1906. Udział wzięło kilkanaście zespołów, głównie reprezentujących szkoły średnie. System rozgrywek był skomplikowany – grano równolegle trzy mecze, a drużyna, która przegrała dwa razy z rzędu, lub miała na koncie o dwa mecze przegrane więcej niż wygrane, odpadała z turnieju. Choć szczegóły organizacyjne (w tym dokładna liczba uczestników i daty meczów) nie są w pełni znane, wiadomo, że rozgrywki przyciągnęły uwagę lokalnej społeczności i mediów. 
Turniej wygrała drużyna „Biało-czerwonych”, prowadzona przez Stanisława Szeligowskiego.

## Znaczenie
Turniej Jesienny był przełomowym wydarzeniem w historii krakowskiego futbolu. Zwrócił uwagę opinii publicznej na piłkę nożną jako poważną formę rywalizacji sportowej. W efekcie tych rozgrywek zaczęto tworzyć i rozwijać pierwsze kluby sportowe w Krakowie – m.in. Cracovię i Wisłę. To również w kontekście turnieju po raz pierwszy prasa odnotowała istnienie drużyny Wisły.